# 奥兹 (上阿尔卑斯省)
奥兹（法語：Oze，法語發音：[oz]）是法国上阿尔卑斯省的一个市镇，位于该省西部偏南，属于加普区。

## 地理
奥兹（44°30'18"N, 5°48'19"E）面积12.03 平方千米，位于法国普罗旺斯-阿尔卑斯-蓝色海岸大区上阿尔卑斯省，该省份为法国东南部内陆省份，北起萨瓦省，西北接伊泽尔省，西南接德龙省，南至上普罗旺斯阿尔卑斯省，东北部与意大利接壤。
与奥兹接壤的市镇（或旧市镇、城区）包括：比埃什河畔阿斯普尔、沙贝斯唐、圣欧邦多兹、勒赛、韦讷。

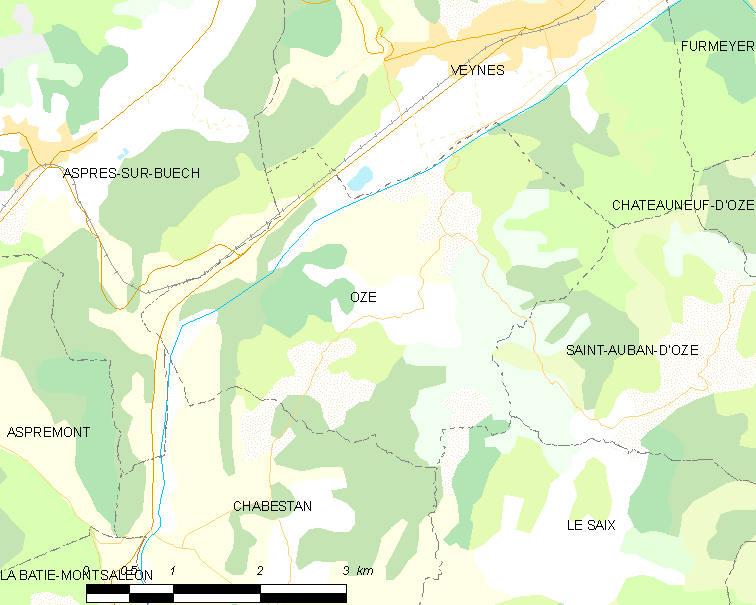
的OSM定位图

奥兹的时区为UTC+01:00、UTC+02:00（夏令时）。

## 行政
奥兹的邮政编码为05400，INSEE市镇编码为05099。

## 政治
奥兹所属的省级选区为塞尔县。

## 人口

1962-2008年间人口变化图示

奥兹于2022年1月1日时的人口数量为103人。